# مانويل إيتورا (لاعب كرة قدم)
مانويل إيتورا (بالإسبانية: Manuel Etura)‏ هو لاعب كرة قدم إسباني في مركز الدفاع، ولد في 21 فبراير 1934 في سيستاو في إسبانيا. شارك مع منتخب إسبانيا لكرة القدم. أما مع النوادي، فقد لعب مع أتلتيك بيلباو وسوسيداد ديبورتيبا إنداوتخو.

## وصلات خارجية
- مانويل إيتورا (لاعب كرة قدم) على موقع عالم كرة القدم.نت (الإنجليزية)